# Plagiobothrys congestus
Plagiobothrys congestus là loài thực vật có hoa trong họ Mồ hôi. Loài này được (Wedd.) I.M. Johnst. miêu tả khoa học đầu tiên năm 1923.